# 서울신문학원
서울신문학원은 대한민국에 존재했던 신문학 교육 기관이었다. 설립자는 곽복산이다. 1969년에 중앙대학교 신문방송연구소(現 중앙대학교 부설 언론문화연구소)로 흡수되었다.